# Information Technology Infrastructure Library
La Biblioteca de Infraestructura de Tecnologías de Información (o ITIL, por sus siglas en inglés) es un conjunto de conceptos y buenas prácticas usadas para la gestión de servicios de tecnologías de la información, el desarrollo de tecnologías de la información y las operaciones relacionadas con la misma en general. ITIL da descripciones detalladas de un extenso conjunto de procedimientos de gestión ideados para ayudar a las organizaciones a lograr calidades y eficiencias en las operaciones de TI. Estos procedimientos son independientes del proveedor y han sido desarrollados para servir como guía que abarque toda infraestructura, desarrollo y operaciones de TI.

## Historia
Aunque se desarrolló durante los años 1980, ITIL no fue ampliamente adoptada hasta mediados de los años 1990. Esta mayor adopción y conocimiento ha llevado a varios estándares, incluyendo ISO/IEC 20000, que es una norma internacional cubriendo los elementos de gestión de servicios de TI de ITIL. ITIL se considera a menudo junto con otros marcos de trabajo de mejores prácticas como la Information Services Procurement Library (ISPL, ‘Biblioteca de adquisición de servicios de información’), la Application Services Library (ASL, ‘Biblioteca de servicios de aplicativos’), el método de desarrollo de sistemas dinámicos (DSDM, Dynamic Systems Development Method), el Modelo de Capacidad y Madurez (CMM/CMMI) y a menudo se relaciona con la gobernanza de tecnologías de la información mediante COBIT (Control OBjectives for Information and related Technology).
El concepto de gestión de servicios de TI, aunque relacionado con ITIL, no es idéntico: ITIL contiene una sección específicamente titulada «Gestión de Servicios de TI» (la combinación de los volúmenes de Servicio de Soporte y Prestación de Servicios, que son un ejemplo específico de un marco ITSM). Sin embargo es importante señalar que existen otros marcos parecidos. La Gestión de Servicio ITIL está actualmente integrado en el estándar ISO 20000 (anterior BS 15000).
ITIL se construye en torno a una vista basada en proceso-modelo del control y gestión de las operaciones a menudo atribuida a W. Edwards Deming. Las recomendaciones de ITIL fueron desarrolladas en los años 1980 por la Central Computer and Telecommunications Agency (CCTA) del gobierno británico como respuesta a la creciente dependencia de las tecnologías de la información y al reconocimiento de que sin prácticas estándar, los contratos de las agencias estatales y del sector privado creaban independientemente sus propias prácticas de gestión de TI y duplicaban esfuerzos dentro de sus proyectos TIC, lo que resultaba en errores comunes y mayores costes.
ITIL fue publicado como un conjunto de libros, cada uno dedicado a un área específica dentro de la Gestión de TI. Los nombres ITIL e IT Infrastructure Library (‘Biblioteca de infraestructura de TI’) son marcas registradas de la Office of Government Commerce (‘Oficina de comercio gubernamental’, OGC), que es una división del Ministerio de Hacienda del Reino Unido.
En abril de 2001 la CCTA fue integrada en la OGC, desapareciendo como organización separada.
En diciembre de 2005, la OGC emitió un aviso de una actualización a ITIL, conocida comúnmente como ITIL v3, que estuvo planificada para ser publicada a finales de 2006; habiendo sido realizada en junio de 2007. Se esperaba que la publicación de ITIL versión 3 incluyera cinco libros principales, concretamente: Diseño de Servicios de TI, Introducción de los Servicios de TI, Operación de los Servicios de TI, Mejora de los Servicios de TI y Estrategias de los Servicios de TI, consolidando buena parte de las prácticas actuales de la versión 2 en torno al Ciclo de Vida de los Servicios.
Uno de los principales beneficios propugnado por los defensores de ITIL dentro de la comunidad de TI es que proporciona un vocabulario común, consistente en un glosario de términos precisamente definidos y ampliamente aceptados. Un nuevo glosario ampliado ha sido desarrollado como entregable clave de ITIL versión 3.
Otros modelos: CMMI para el desarrollo de software y s3m, para el mantenimiento del software

## Certificación

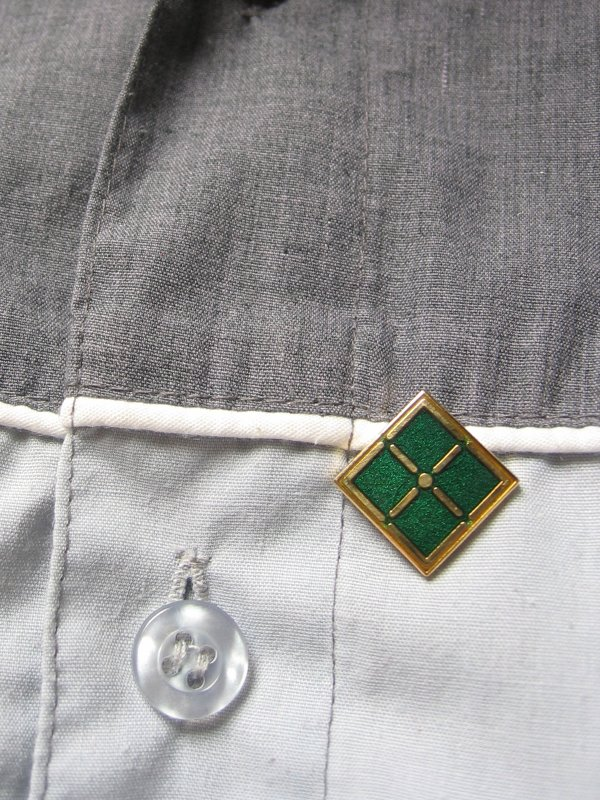
Un pin de certificación de la ITIL Foundation.

Los particulares pueden conseguir varias certificaciones oficiales ITIL. Los estándares de calificación ITIL son gestionados por la ITIL Certification Management Board (ICMB) que agrupa a la OGC, a itSMF International y a los dos Institutos Examinadores existentes: EXIN (con sede en los Países Bajos) e ISEB (con sede en el Reino Unido).
Existen tres niveles de certificación ITIL v2 para profesionales:
1. Foundation Certificate (Certificado Básico): acredita un conocimiento básico de ITIL en gestión de servicios de tecnologías de la información y la comprensión de la terminología propia de ITIL. Está destinado a aquellas personas que deseen conocer las buenas prácticas especificadas en ITIL.
2. Practitioner's Certificate (Certificado de Responsable): destinado a quienes tienen responsabilidad en el diseño de procesos de administración de departamentos de tecnologías de la información y en la planificación de las actividades asociadas a los procesos.
3. Manager's Certificate (Certificado de Director): garantiza que quien lo posee dispone de profundos conocimientos en todas las materias relacionadas con la administración de departamentos de tecnologías de la información, y lo habilita para dirigir la implantación de soluciones basadas en ITIL.

No es posible certificar una organización o sistema de gestión como «conforme a ITIL», pero una organización que haya implementado las guías de ITIL sobre Gestión de los Servicios de TI puede lograr certificarse bajo la ISO/IEC 20000.
La versión 3 de ITIL, que apareció en junio de 2007, cambió ligeramente el esquema de Certificaciones, existiendo certificaciones puentes, se definen 3 niveles:
1. Basic Level (Equivalente a ITIL Foundation en v3)
2. Management and Capability Level (Equivalente a los niveles Practitioner y Manager en ITIL v2)
3. Advanced Level (nuevo en v3)

## Historia y precursores de ITIL
Lo que actualmente se conoce como ITIL versión 1, desarrollada bajo el auspicio de la CCTA, se tituló Government Information Technology Infrastructure Method (‘Método de Infraestructura de la Tecnología de Información del Gobierno’, GITM) y durante varios años terminó expandiéndose hasta unos 31 libros dentro de un proyecto inicialmente dirigido por Peter Skinner y John Stewart. Las publicaciones fueron retituladas principalmente como resultado del deseo (por Roy Dibble de la CCTA) de que fueran vistas como una guía y no como un método formal, y como resultado del creciente interés que había fuera del gobierno británico.
Muchos de los conceptos principales de gestión de servicios no surgieron dentro del proyecto inicial de la CCTA para desarrollar ITIL. IBM afirma que sus Yellow Books (A Management System for the Information Business, ‘Un sistema de gestión para el negocio de la información’) fueron precursores clave. Según IBM: 

A principios de los años 1980, IBM documentó los conceptos originales de Gestión de Sistemas en una serie de cuatro volúmenes titulada A Management System for Information Systems (sic). Estos ampliamente aceptados yellow books [...] fueron aportaciones claves para el conjunto originales de libros de ITIL.

Otras publicaciones de IBM y comentarios de los autores de ITIL aclaran que los yellow books fueron cruciales para el desarrollo del Servicio de Soporte pero que el volumen de Entrega de Servicios no tomó prestado de ellos hasta tales extremos.

## Críticas a ITIL
ITIL ha recibido críticas de varios frentes. Entre ellas:
- El hecho de que muchos defensores de ITIL parecen creer que es un marco holístico y completo para el gobierno de TI.
- Su tendencia a convertirla en una religión.

Como señala Jan van Bon (autor y editor de muchas publicaciones de Gestión de Servicios de TI):

Hay mucha confusión sobre ITIL, procedente de todo tipo de malentendidos sobre su naturaleza. ITIL, como afirma la OGC, es un conjunto de buenas prácticas. La OGC no afirma que dichas mejores prácticas describan procesos puros, ni tampoco que ITIL sea un marco diseñado como un modelo coherente. Eso es lo que la mayoría de sus usuarios hacen de ella, probablemente porque tienen una gran necesidad de dicho modelo.

El columnista CIO Magazine Dean Meyer también ha expuesto algunos puntos de vista cautelosos sobre ITIL, incluyendo cinco trampas típicas tales como «convertirse en esclavo de definiciones desactualizadas» y «dejar que ITIL se convierta en religión». Como Meyer señala, ITIL «no describe el abanico completo de procesos necesarios para ser líderes. Se centra en [...] gestionar servicios actuales.»
La calidad de los volúmenes de la biblioteca se considera desigual. Por ejemplo, van Herwaarden y Grift señalan que «la consistencia que caracterizaba los procesos de soporte al servicio [...] se pierde en gran medida en los libros de entrega de servicio.»
Todas estas manifestaciones acerca de ITIL provienen de compañías que en un momento dado han logrado entender que para alcanzar objetivos de manera clara es necesario realizar ciertas prácticas que cumplan con ese objetivo y los resultados demostrados son benéficos para quien los desarrolla y para quien hace uso de este entorno.

## Visión general de la Biblioteca de Infraestructura de TI versión 2 (ITIL v2)
La biblioteca de infraestructura de TI (ITIL) toma este nombre por tener su origen en un conjunto de libros, cada uno dedicado a una práctica específica dentro de la gestión de TI. Tras la publicación inicial de estos libros, su número creció rápidamente (dentro la versión 1) hasta unos 30 libros. Para hacer a ITIL más accesible (y menos costosa) a aquellos que deseen explorarla, uno de los objetivos del proyecto de actualización ITIL versión 2 fue agrupar los libros según unos conjuntos lógicos destinados a tratar los procesos de administración que cada uno cubre. De esta forma, diversos aspectos de los sistemas de TIC, de las aplicaciones y del servicio se presentan en conjuntos temáticos. 

## Biblioteca de Infraestructura de TI versión 3 (ITIL v3)
Posteriormente se liberó la versión ITIL v3 que fue publicada en mayo de 2007.
Aunque el tema de Gestión de Servicios (Soporte de Servicio y Provisión de Servicio) es el más ampliamente difundido e implementado, el conjunto de mejores prácticas ITIL provee un conjunto completo de prácticas que abarca no solo los procesos y requerimientos técnicos y operacionales, sino que se relaciona con la gestión estratégica, la gestión de operaciones y la gestión financiera de una organización moderna.
Los ocho libros de ITIL y sus temas son:
Gestión de Servicios de TI, 
1. Mejores prácticas para la Provisión de Servicio
2. Mejores prácticas para el Soporte de Servicio
Otras guías operativas
3. Gestión de la infraestructura de TI
4. Gestión de la seguridad
5. Perspectiva de negocio
6. Gestión de aplicaciones
7. Gestión de activos de software
Para asistir en la implementación de prácticas ITIL, se publicó un libro adicional con guías de implementación (principalmente de la Gestión de Servicios):
8. Planeando implementar la Gestión de Servicios
Adicional a los ocho libros originales, más recientemente se añadió una guía con recomendaciones para departamentos de TIC más pequeños:
9. Implementación de ITIL a pequeña escala

### Soporte de Servicio
El libro de Soporte de Servicio (Service Support, ITIL v2) se ocupa de asegurar que el Usuario tenga acceso a los servicios apropiados que soporten las funciones de negocio. Los temas que se tratan en el libro incluye los siguientes Procesos:
Gestión del Incidente.
Gestión del Problema.
Gestión de Configuración.
Gestión del Cambio.
Gestión de la Entrega.
Centro de Servicio al Usuario (Función).

### Provisión de Servicio
El libro de Provisión de Servicio analiza qué servicio requiere el negocio del proveedor (entendiendo como proveedor la organización interna o externa que provee el servicio de TI), para ofrecer un soporte adecuado a los Usuarios y/o Clientes de negocio. El libro cubre los siguientes temas:
Gestión del Nivel de Servicio
Gestión Financiera de Servicios TI
Gestión de la Capacidad
Gestión de la Continuidad del Servicio de TI
Gestión de la Disponibilidad

## Ciclo de Vida del Servicio
ITIL® Foundation estructura la gestión de los servicios TI sobre el concepto de Ciclo de Vida de los Servicios.
Este enfoque tiene como objetivo ofrecer una visión global de la vida de un servicio desde su diseño hasta su eventual abandono sin por ello ignorar los detalles de todos los procesos y funciones involucrados en la eficiente prestación del mismo. 
En ITIL v3 reestructura el manejo de los temas para consolidar el modelo de "Ciclo de Vida del Servicio" separando y ampliando algunos subprocesos hasta convertirlos en procesos especializados. Esta modificación responde a un enfoque empresarial para grandes corporaciones que utilizan ampliamente ITIL en sus operaciones y aspira a consolidar el modelo para conseguir aún mejores resultados. Es por ello que los especialistas recomiendan que empresas emergentes o medianas no utilicen ITIL v3 si no cuentan con un modelo ITIL consolidado y aspiran a una expansión a muy largo plazo. El Ciclo de Vida del Servicio consta de cinco fases también llamadas disciplinas, correspondientes a los nuevos libros de ITIL®:

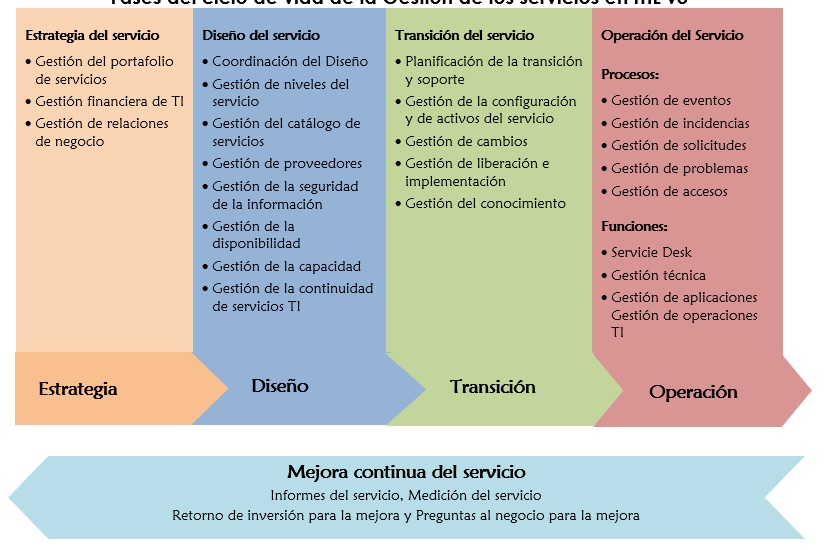
Fases de ITIL v3

1. Estrategia del Servicio
2. Diseño del Servicio
3. Transición del Servicio
4. Operación del Servicio
5. Mejora Continua del Servicio

### Estrategia del Servicio
Se enfoca en el estudio de mercado y posibilidades mediante la búsqueda de servicios innovadores que satisfagan al cliente tomando en cuenta la real factibilidad de su puesta en marcha. Así mismo se analizan posibles mejoras para servicios ya existentes. Se verifican los contratos con base en las nuevas ofertas de proveedores antiguos y posibles nuevos proveedores, lo que incluye la renovación o revocación de los contratos vigentes.

#### Procesos
1. Gestión Financiera
2. Gestión del Portafolio
3. Gestión de la Demanda
4. Gestión de Relaciones con el Negocio
5. uso de maneras licradas

#### Cambios en la versión 2011
Los conceptos dentro de la publicación se han aclarado, sin necesidad de cambiar el mensaje general. La publicación actualizada incluye una orientación más práctica y con más ejemplos.
- Financial Management for IT services   (Gestión Financiera de TI)

La gestión financiera de TI ha ampliado para incluir algunos de los elementos clave de la ITIL publicaciones anteriores que habían sido excluidos en la edición 2007 de la Estrategia del Servicio – tales como contabilidad, elaboración de presupuestos y de cargos.
- Business Relationship Management  (Gestión de Relaciones del Negocio)

Este es un nuevo proceso que se asemeja al existente en la ISO 20.000. Se hace una diferenciación para los distintos proveedores de servicio: tipo I, II y III . Se brinda una explicación diferente para cada tipo de proveedor.
- Governance   (Gobierno)

Ahora hay más detalles sobre el concepto de Gobierno, incluida una definición más completa de su significado, la diferencia entre el gobierno y gestión, un marco de gobierno, y cómo la gestión del servicio se relaciona con el gobierno.
- Cloud Computing  (Computación en la nube)

Se ha incluido en qué forma la gestión de servicios se ve afectada por la aparición de la computación en la nube. Se agregó un nuevo apéndice que cubre específicamente la estrategia de servicio y la nube: características, tipos, tipos de servicio, y los componentes de la arquitectura de nube.

### Diseño del Servicio
Una vez identificado un posible servicio el siguiente paso consiste en analizar su viabilidad. Para ello se toman factores tales como infraestructura disponible, capacitación del personal y se planifican aspectos como seguridad y prevención ante desastres. Para la puesta en marcha se toman en consideración la reasignación de cargos (contratación, despidos, ascensos, jubilaciones, etc), la infraestructura y software a implementar.

#### Procesos
1. Gestión del Catálogo de Servicios
2. Gestión de Niveles de Servicios
3. Gestión de la Disponibilidad
4. Gestión de la Capacidad
5. Gestión de la Continuidad de los Servicios de TI
6. Gestión de Proveedores
7. Gestión de la Seguridad de Información
8. Coordinación del Diseño (nuevo en la versión 2011)

#### Cambios en la versión 2011
Las principales modificaciones del libro de ITIL v3 Diseño del Servicio en su versión 2011 incluye: un cambio a los denominados 5 aspectos del diseño y primordialmente la inclusión de un nuevo proceso de Coordinación del Diseño. De esta manera esta fase incluye ahora 8 procesos, en lugar de 7.

##### Nuevo Proceso ITIL v3 2011: Coordinación del Diseño (Design Coordination Process)
Se adicionó este proceso para hacer más claro el flujo de actividades en el ciclo de vida del diseño. El propósito del proceso de Coordinación del Diseño es garantizar que las metas y los objetivos de la etapa de diseño del servicio se cumplan, entregando y manteniendo un punto único de coordinación y control de todas las actividades y procesos dentro de esta etapa del ciclo de vida de servicio.  Las salidas del proceso de coordinación del diseño son potencialmente:
- Diseño de servicios integrado y consistente a través del SDP (paquete de diseño del servicio)
- Revisión de la arquitectura empresarial
- Revisión del sistema de gestión
- Revisión de las métricas y métodos de medición
- Revisión de procesos
- Actualización del Portafolio de Servicios
- Actualización de los Registros de Cambios

### Transición del Servicio
Antes de poner en marcha el servicio se deben realizar pruebas. Para ello se analiza la información disponible acerca del nivel real de capacitación de los usuarios, estado de la infraestructura, recursos IT disponibles, entre otros. Luego se prepara un escenario para realizar pruebas; se replican las bases de datos, se preparan planes de rollback (reversión) y se realizan las pruebas. Luego de ello se limpia el escenario hasta el punto de partida y se analizan los resultados, de los cuales dependerá la implementación del servicio. En la evaluación se comparan las expectativas con los resultados reales.

#### Procesos
1. Gestión de la Configuración y Activos
2. Gestión del Cambio
3. Gestión del Conocimiento
4. Planificación y Apoyo a la Transición
5. Gestión de Release y Despliegue
6. Gestión Validación y Pruebas
7. Evaluación (Evaluación del cambio)

#### Cambios en la versión 2011
En la edición ITIL v3 2011 del libro de Transición del Servicio, se realizaron modificaciones y aclaraciones, a efectos de mejorar el entendimiento de los conceptos.
Se aclaró la estructura , el contenido y las relaciones entre el Sistema de Gestión de Configuraciones (CMS) y el Sistema de Gestión del Conocimiento del Servicio (SKMS) para hacer más entendibles los conceptos.
Se incorporó un nuevo contenido relacionado con la forma que debe ser usado un Requerimiento de Cambio (RFC).
El proceso de Evaluación (que no se ve en fundamentos sino en el Intermediate RCV) fue renombrado como Evaluación del cambio. Se modificó su propósito y alcance, a efectos de clarificar cuando debe ser usado.
El proceso de Gestión de Activos y Configuraciones del Servicio tiene información adicional y se mejoraron los flujos de interacción con otros procesos,  incluidos Gestión de Cambio, Gestión de Versiones y Entrega, y Evaluación del Cambio.
Por último se mejoraron las descripciones de los Elementos de Configuración (CI) , Sistema de Gestión de Configuraciones (CMS) y el Sistema de Gestión del Conocimiento del Servicio (SKMS)

### Operación del Servicio
En este punto se monitoriza activa y pasivamente el funcionamiento del servicio, se registran eventos, incidencias, problemas, peticiones y accesos al servicio. La percepción que el cliente y los usuarios tenga de los servicios adquiridos está condicionada por la última instancia fase en la cual se ven involucrados todas las partes de la organización. En todas las otras fases del ciclo de vida, como último objeto es medir y verificar que los servicios han aportado valor a la organización, con los niveles de ANS acordados. Es primordial la entrega a satisfacción del cliente del servicio con calidad de acuerdo a lo acordado.

#### Procesos
1. Gestión de Incidentes
2. Gestión de Problemas
3. Cumplimiento de Solicitudes
4. Gestión de Eventos
5. Gestión de Accesos

### Mejora Continua del Servicio
Se utilizan herramientas de medición y feedback para documentar la información referente al funcionamiento del servicio, los resultados obtenidos, problemas ocasionados, soluciones implementadas, etc. Para ello se debe verificar el nivel de conocimiento de los usuarios respecto al nuevo servicio, fomentar el registro e investigación referentes al servicio y disponer de la información al resto de los usuarios.

## Cuarta versión de la Biblioteca de Infraestructura de TI (ITIL 4)
Actualmente existe la nueva versión ITIL 4 que fue publicada desde 2019.
En esta nueva versión, se define el Sistema de Valor del Servicio (SVS), el cual describe cómo todos los componentes y actividades de la organización trabajan juntos como un sistema para permitir la creación de valor. 

### Sistema de valor del servicio (SVS)
Este nuevo sistema describe cómo todos los componentes y actividades de la organización trabajan juntos como un sistema para permitir la creación de valor. Estos componentes y actividades, junto con los recursos de la organización, pueden configurarse y reconfigurarse en múltiples combinaciones de una manera flexible a medida que cambian las circunstancias, pero esto requiere la integración y coordinación de actividades, prácticas, equipos, autoridades y responsabilidades, y todas las partes involucradas.
La oportunidad representa opciones o posibilidades para agregar valor para las partes interesadas o mejorar la organización.
La demanda representa la necesidad o el deseo de productos y servicios de clientes internos y externos.
ITIL v4 y el SVS adoptan un enfoque más holístico, brindando a las organizaciones un modelo operativo flexible que admite diferentes enfoques de trabajo. ITIL v4 no define procesos específicos de ITIL v4, y los proveedores de servicios son libres de diseñar procesos a la medida que funcionen para sus organizaciones.
El ITIL SVS incluye los siguientes componentes:
1. Principios básicos: recomendaciones que pueden guiar a una organización en todas las circunstancias, independientemente de los cambios en sus objetivos, estrategias, tipo de trabajo o estructura de gestión.
2. Gobernanza: los medios por los cuales una organización es dirigida y controlada.
3. Cadena de valor del servicio: un conjunto de actividades interconectadas que realiza una organización para entregar un producto o servicio valioso a sus consumidores y facilitar la realización del valor.
4. Prácticas: conjuntos de recursos organizacionales diseñados para realizar tareas o lograr un objetivo.
5. Mejora continua: una actividad organizativa recurrente que se realiza en todos los niveles para garantizar que el desempeño de una organización cumpla con las expectativas de los interesados.

### Principios básicos
Los principios básicos, también llamados principios guías o principios rectores, son universalmente aplicables.
1. Centrarse en el valor. 
  - Todo lo que hace la organización debe aportar, directa o indirectamente, valor para las partes interesadas.
  - El principio de centrarse en el valor abarca muchas perspectivas, incluida la experiencia de los clientes y usuarios.
2. Empieza donde estés.
  - No comience de cero y construya algo nuevo sin considerar lo que ya está disponible para ser aprovechado. Es probable que haya mucho en los servicios, procesos, programas, proyectos y personas actuales que se pueden utilizar para crear el resultado deseado.
  - El estado actual debe investigarse y observarse directamente para asegurarse que se entiende completamente.
3. Progreso iterativo con feedback.
  - No intentes hacer todo de una vez. Incluso grandes iniciativas deben ser realizadas iterativamente. Al organizar el trabajo en secciones más pequeñas y manejables que se pueden ejecutar y completar de manera oportuna, es más fácil mantener un enfoque más preciso en cada esfuerzo.
  - El uso de comentarios antes, durante y después de cada iteración garantizará que las acciones sean enfocadas y apropiadas, incluso si las circunstancias cambian.
4. Colaborar y promocionar visibilidad.
  - Trabajar juntos a través de las fronteras produce resultados que tienen mayor participación, mayor relevancia para los objetivos y mayor probabilidad de éxito a largo plazo.
  - Lograr objetivos requiere información, comprensión y confianza. El trabajo y las consecuencias deben hacerse visibles, las agendas ocultas deben evitarse y la información debe compartirse en la mayor medida posible.
5. Pensar y trabajar en conjunto.
  - Ningún servicio, o elemento utilizado para proporcionar un servicio, es independiente. Los resultados logrados por el proveedor del servicio y el consumidor del servicio sufrirán a menos que la organización trabaje en el servicio en su totalidad, no solo en sus partes.
  - Los resultados se entregan a los clientes internos y externos a través de la gestión eficaz y eficiente y la integración dinámica de información, tecnología, organización, personas, prácticas, socios y acuerdos, que deben coordinarse para proporcionar un valor definido.
6. Mantenerlo sencillo y práctico.
  - Si un proceso, servicio, acción o métrica no proporciona ningún valor, o no produce un resultado útil, elimínelo. En un proceso o procedimiento, use el número mínimo de pasos necesarios para lograr los objetivos.
  - Siempre use un pensamiento basado en resultados para producir soluciones prácticas que den resultados finales.
7. Optimizar y automatizar.
  - Los recursos de todo tipo, especialmente los recursos humanos, deben utilizarse para su mejor efecto. Elimine todo lo que sea realmente inútil y use la tecnología para lograr lo que sea capaz de hacer.
  - La intervención humana solo debe ocurrir donde realmente aporta valor.

### Gobernanza
Se divide en tres pasos:
Evaluar
- Se basa en la generación de estrategias, políticas y procesos para la empresa.

Dirigir
- Se basa en todas las gestiones, tanto políticas como estratégicas dentro de la empresa.

Monitorizar
- Es el paso en el que se comprueba que se realizan las estrategias, políticas y procesos como se han planteado anteriormente.

### Cadena de valor del servicio
El elemento central del SVS es la cadena de valor de servicio, un modelo operativo que describe las actividades requeridas para responder a la demanda y facilitar la creación de valor a través de la creación y gestión de productos y servicios.
Las seis actividades de la cadena de valor son:
1. Planear
  - Asegurar una comprensión compartida de la visión, el estado actual, y la dirección de mejora para las cuatro dimensiones y todos los productos y servicios en toda la organización.
2. Mejorar
  - Asegurar la mejora continua de los servicios, prácticas y productos en todas las actividades de la cadena de valor y las cuatro dimensiones de la gestión del servicio.
3. Involucrar
  - Proporcionar una buena comprensión de las necesidades de los interesados, la transparencia, el acuerdo continuo y las buenas relaciones con todos los interesados.
4. Diseño y transición
  - Asegurar que los servicios y productos cumplan continuamente con las expectativas de calidad, costes y tiempos del contrato.
5. Obtener/construir
  - Asegurar que los componentes del servicio estén disponibles cuando y donde se necesiten y cumplan con las especificaciones del contrato.
6. Entrega y soporte
  - Asegurar que los servicios se entreguen y mantengan de acuerdo a las especificaciones acordadas y a las expectativas de los interesados.

Cada actividad contribuye en la cadena de valor transformando entradas en el sistema (inputs) en producción (outputs). Estas actividades generar valor a través de la combinación de las diferentes prácticas de ITIL.

### Prácticas
En ITIL v4 se presentan 34 prácticas que reemplazan los 26 procesos de ITIL v3. Estas prácticas, entendidas como «conjuntos de recursos organizacionales diseñados para realizar un trabajo o lograr un objetivo», constituyen el núcleo operativo del modelo.
Es en estas prácticas donde las raíces de ITIL v4 e ITIL v3 son más visibles, porque muchas de las prácticas corresponden a los procesos de ITIL v3.
Las prácticas apoyan las actividades de la cadena de valor y están agrupadas en tres categorías:
- Prácticas de gestión generales:

Estas 14 prácticas son aplicables de manera transversal a cualquier organización y proporcionan el marco para gestionar aspectos esenciales del negocio, independientemente del sector. Se enumeran a continuación:
1. Gestión de la arquitectura: Establece y mantiene una visión coherente de la arquitectura organizacional, alineando la estrategia de TI con los objetivos empresariales.
2. Mejora continua: Fomenta una cultura de optimización constante a todos los niveles, asegurando la evolución y perfeccionamiento de procesos y servicios.
3. Gestión de la seguridad de la información: Protege los activos de información mediante la definición y aplicación de políticas, controles y prácticas que salvaguardan la integridad, confidencialidad y disponibilidad de los datos.
4. Gestión del conocimiento: Asegura que la información y el conocimiento se capturen, compartan y utilicen eficazmente para apoyar la toma de decisiones y la mejora de los servicios.
5. Medición y reporte: Define métricas y establece sistemas de reporte para monitorizar el rendimiento y la eficacia de los procesos, facilitando la toma de decisiones basadas en datos.
6. Gestión del cambio organizacional: Facilita la transición y adaptación de la organización ante cambios, atendiendo al aspecto humano y cultural para minimizar la resistencia y maximizar la adopción. La gestión del cambio organizacional es un conjunto de técnicas y capacidades de gestión en lugar de un proceso. Aborda el lado humano de los cambios y es diferente del proceso de gestión de cambios ITIL v3 (que apunta a minimizar el riesgo de cambios en el entorno operativo).
7. Gestión del portafolio: Evalúa, prioriza y gestiona de forma integral los proyectos, programas y servicios, asegurando la alineación con la estrategia y el aporte de valor.
8. Gestión de proyectos: Aplica metodologías y buenas prácticas para la planificación, ejecución y control de proyectos, garantizando la consecución de objetivos en tiempo y forma.
9. Gestión de relaciones: Administra y fortalece las relaciones con las partes interesadas, facilitando una comunicación eficaz y la colaboración necesaria para alcanzar los objetivos.
10. Gestión de riesgos: Identifica, evalúa y mitiga los riesgos que puedan afectar a la organización, protegiendo la consecución de sus objetivos y la continuidad del negocio. La gestión de riesgos no está en la lista de procesos ITIL v3, pero las técnicas de gestión de riesgos se describen en varios procesos ITIL v3, e ITIL v3 exige «ejercicios coordinados de evaluación de riesgos».
11. Gestión financiera de servicios: Supervisa y administra los recursos financieros asociados a los servicios, asegurando su sostenibilidad, rentabilidad y alineación con la estrategia global.
12. Gestión de la estrategia: Define y guía la dirección estratégica de la organización, alineando las iniciativas de TI con los objetivos empresariales y adaptándose a las condiciones cambiantes del entorno.
13. Gestión de proveedores: Coordina y optimiza la relación con los proveedores externos, garantizando que se cumplan los acuerdos establecidos y se aporte valor a la organización.
14. Gestión de la mano de obra y talento: Se centra en la optimización del capital humano, asegurando que se disponga de las competencias, habilidades y recursos necesarios para ejecutar las estrategias y alcanzar los objetivos. ITIL v3 no incluye un proceso específico para la fuerza laboral y la gestión del talento. Las publicaciones ITIL v3 brindan orientación sobre el desarrollo de competencias y la capacitación.

- Prácticas de gestión de servicios:

Estas prácticas se centran en la gestión y entrega de servicios de TI, abarcando aspectos que tradicionalmente se asociaban a los procesos de ITIL v3.
1. Análisis de negocios: Esta práctica de ITIL v4 describe técnicas para analizar sistemas, procesos, arquitecturas, etc. Algunas de estas técnicas se aplican en procesos ITIL v3, por ejemplo, cuando los requisitos de servicio se definen durante la etapa de diseño del servicio.

- Prácticas de gestión técnica:

Enfocadas en la gestión de los aspectos técnicos y la infraestructura, estas prácticas ofrecen orientación sobre la gestión de tecnologías emergentes, la computación en la nube, y otros aspectos técnicos relevantes.
1. Gestión de infraestructuras y plataformas: Esta práctica de ITIL v4 está relacionada con el control del uso de las tecnologías en la organización, incluida la orientación actualizada sobre los servicios en la nube y la computación en la nube. Hay una orientación muy limitada sobre este tema en ITIL v3. La publicación de estrategia de servicio incluye un apéndice con una introducción a las ofertas en la nube y su impacto en la estrategia de servicio.
2. Desarrollo y gestión de software: ITIL v4 proporciona una descripción general de alto nivel de las actividades de gestión y desarrollo de software. ITIL v3 describe la función de administración de aplicaciones en la publicación de operación de servicio, donde se puede encontrar contenido similar.

Las prácticas de gestión generales, en particular, son fundamentales para la implementación eficaz del Sistema de Valor del Servicio (SVS) de ITIL 4, ya que aseguran que la organización cuente con una base sólida y transversal que le permita responder de manera ágil y eficiente a las demandas del entorno empresarial.

## Diferencias entre ITIL v3 e ITIL v4
Las diferencias en este aspecto entre ITIL v3 e ITIL v4:
- ITIL v3 no describe específicamente un modelo de cuatro dimensiones y el papel de estos aspectos en la gestión del servicio, pero presenta la gestión del servicio como un «enfoque de sistemas» con activos interconectados y componentes de servicio. Además, las personas, la información, la tecnología, los socios y los procesos son consideraciones clave en muchos procesos de ITIL v3 y en otras guías de ITIL v3.
- Mientras que los procesos se destacan en ITIL v3, ITIL v4 se relaciona con los procesos y con las cadenas de valor, donde las cadenas de valor describen cómo se crea el valor para los clientes y usuarios.